# ジェイコム熊本
株式会社ジェイコム熊本（ジェイコムくまもと）は、かつて存在したケーブルテレビ事業者。本社を熊本県熊本市中央区に置いていた。ジュピターテレコム（J:COM）の連結子会社。
放送法に定義する一般放送（有線一般放送）に基づく有線テレビジョン放送（ケーブルテレビ）1局（1施設）を運営し、放送（テレビ、ラジオ）、通信（インターネット、IP電話）を業務していた。
会社および局呼称は「J:COM 熊本」。

## 沿革
- 1987年（昭和62年）7月25日 - 熊本ケーブルネットワーク株式会社として設立。
- 1988年（昭和63年）11月4日 - 有線テレビジョン放送施設設置許可取得。
- 1989年（平成元年）
  - 6月8日 - 熊本市が出資し、第三セクターとなる。
  - 10月1日 - 第1期工区（熊本市の一部）開局。
- 1992年（平成4年）7月24日 - 熊本県が出資。
- 1998年（平成10年）6月30日 - 第8期工区（熊本市の一部）開局。
- 2000年（平成12年）
  - 3月15日 - 第一種電気通信事業許可取得。
  - 10月1日 - インターネット接続サービス開始。
- 2002年（平成14年）6月26日 - 主要株主の伊藤忠商事が、ジャパンケーブルネットに保有する株式を譲渡。JCNグループに参画。
- 2004年（平成16年）4月1日 - 050 IP電話サービス『JCNetフォン.KCN』を開始。
- 2005年（平成17年）7月1日 - BSデジタル放送サービス（TM（複数TS伝送）方式）を開始。デジタル多チャンネル放送サービス（JC-HITS）を開始。
- 2006年（平成18年）
  - 4月1日 - JCN共通ロゴデザインのロゴマークを展開。
    - JCN統一サービス名称として「JCNテレビ」、「JCNインターネット」および「JCN電話」を制定し展開。
    - JCNサービスラインナップ（熊本版）導入。
    - 第15期工区（菊陽町の一部）開局。

  - 7月1日 - 上益城郡益城町が出資。
  - 10月1日 - 呼称を「JCN熊本」に変更。「JCN電話」として、KDDIのプライマリIP電話サービス「ケーブルプラス電話」を開始。
  - 12月1日 - 地上デジタル放送サービス（64QAM方式）を開始。地上デジタル放送サービス（OFDM方式）を同一周波数で開始。第16期工区（益城町の一部）開局。
- 2007年（平成19年）
  - 7月1日 - HDD内蔵録画機能付きSTB『録りま専科』を提供開始[注 1]。
  - 9月1日 - JCN VODサービスとして、KDDIのVODサービス「MOVIE SPLASH VOD」を開始。
  - 11月1日 - 第17期工区開局。
- 2008年（平成20年）
  - 1月30日 -『JCN電話』の050 IP電話サービス『JCNetフォン.KCN』を終了。
  - 4月27日 - 本社を熊本市白山1丁目から同市九品寺5丁目に移転。
  - 6月1日 -「熊本市民チャンネル」が地上デジタル放送で開始。
  - 10月1日 -『JCN VODサービス』で、FODサービス『JCNプラスビデオ』を開始。
- 2009年（平成21年）
  - 3月31日 - 合志市が出資。
  - 4月1日 - DVDドライブ搭載HDD内蔵録画機能付きSTB『録りま専科DVD』を提供開始[注 2]。気象庁の高度利用者向けサービスを用いた『JCN緊急地震速報』を開始。
  - 11月16日 - 下り最大160Mbpsの超高速インターネット接続サービス『スピードスター160』を開始。
- 2010年（平成22年）
  - 1月1日 - 第18期工区開局（合志市の一部）。
  - 3月31日 - アナログ多チャンネル放送サービス新規受付終了。
  - 4月1日 - 地デジコミュニティチャンネルで「デジタル録画コピー制御」を運用開始。
  - 10月31日 - アナログ多チャンネル放送サービス終了。
- 2011年（平成23年）
  - 3月23日 - 地上放送の暫定的「デジアナ変換」を提供開始。
  - 4月1日 -
    - 『熊本市民チャンネル』をハイビジョン化。
    - BD・DVDドライブ搭載HDD内蔵録画機能付きSTB『録りま専科ブルーレイ』を提供開始[注 3]。
    - HDD内蔵録画機能付きSTBセットの新コース『HDDコース』を提供開始[注 4]。

  - 6月1日 - リモート録画予約サービス『ケータイde録画予約』を提供開始。
- 2012年（平成24年）
  - 3月12日 -『JCNインターネット』利用者向けに『JCN WiMAX』を提供開始。
  - 6月25日 -『JCNインターネット』利用者向けに『Wi-Fi内蔵モデム』を提供開始。
  - 10月1日 - 商号を株式会社JCNくまもとに変更。呼称を「JCNくまもと」に変更。熊本市民チャンネルを『JCNくまもとチャンネル』に名称変更。
- 2013年（平成25年）
  - 4月1日 -『JCNインターネット』利用者向けに、公衆無線LANサービス『ケーブルTV Wi-Fi』を提供開始。
  - 10月31日 - JCN VODサービスの新規登録終了。
  - 12月2日 - 親会社のジャパンケーブルネットがジュピターテレコムの連結子会社となったことに伴い、J:COMグループに参画[1]。
- 2014年（平成26年）
  - 3月31日 - JCN VODサービスを終了。
  - 4月1日 - 親会社のジャパンケーブルネットがジュピターテレコムに吸収合併[2]。
  - 6月1日 - 「JCN」ブランドを廃止し、呼称を「J:COM 熊本」に変更。JCNくまもとチャンネルを「J:COMチャンネル熊本」に名称変更。「J:COM PHONE プラス」を提供開始。
  - 7月1日 - 商号を株式会社ジェイコム熊本に変更。
- 2015年（平成27年）
  - 2月2日 - 地上放送デジアナ変換暫定的提供を終了。
  - 4月15日 - J:COM統一サービス名称として「J:COM TV」、「J:COM NET」および「J:COM PHONE」を制定し、展開。
    - J:COMサービスラインナップ導入。
    - 「J:COM WiMAX 2+」「J:COM 緊急地震速報」の提供を開始。
    - J:COM NETおよびJCNインターネットのインターネットサービスプロバイダを『ZAQ』に変更。

  - 4月27日 -「J:COMオンデマンド」の提供を開始。
  - 8月1日 - 新しいコミュニティチャンネル『J:COMテレビ』を放送開始。
- 2016年（平成28年）4月1日 - 株式会社ジェイコム九州に吸収合併され、会社解散[3]。

## 事業所
- 本社 - 熊本県熊本市中央区九品寺5丁目8番2号
- 熊本営業事務所 - 熊本県熊本市中央区九品寺5丁目8番2号（本社内）

## 提供区域内自治体
熊本県
- 熊本市、合志市
- 菊池郡
  - 菊陽町
- 上益城郡
  - 益城町

## 業務内容
基本サービス
1. ケーブルテレビサービス
  1. J:COM TV[注 5]
  2. 双方向機能（STBインターネット接続サービス）
  3. インタラクTV（STBテレビ向け情報サービス）
  4. ナビシェル（STB向けご案内画面サービス）
  5. J:COMオンデマンド（VODサービス）
  6. リモート録画予約（番組録画予約）
2. インターネット接続サービス
  1. J:COM NET
  2. ZAQ（インターネットサービスプロバイダ）
  3. J:COM WiMAX 2+[注 6]（WiMAXサービス）
3. プライマリ電話サービス
  1. J:COM PHONEプラス[注 7]

付加サービス
- ジェイコム マガジン（番組ガイド誌）
- J:COMチャンネル番組ガイド（地域情報誌）
- J:COMチャンネル熊本（第一コミュニティチャンネル）
- J:COMテレビ（第二コミュニティチャンネル）
- J:COM 緊急地震速報（高度利用者向け地震速報）

### J:COM TV

#### テレビ
- 地上波テレビ放送のアナログ方式は、2015年（平成27年）2月2日まで「デジアナ変換」による再送信を実施していた。
- 表中、「配信方式」欄の『部類』に関しては下記を参照。
  - 「PT」はパススルー方式。
  - 「TM」はトランスモジュレーション方式。
- 表中、『記号』に関しては下記を参照。
  - 「●」は視聴可能。
  - 「×」は視聴不可。
  - 「?」は不明。
- 2016年（平成28年）3月31日時点。

| リ モ コ ン キ \| ID | 放送局              | 三桁 チャンネル | 伝送方式 | 伝送方式 | 備考 |
| リ モ コ ン キ \| ID | 放送局              | 三桁 チャンネル | PT       | TM       | 備考 |
| -------------------- | ------------------- | --------------- | -------- | -------- | ---- |
| 1                    | NHK総合・熊本       | 011 012         | ●        | ●        |      |
| 2                    | NHKEテレ熊本        | 021 022 023     | ●        | ●        |      |
| 3                    | 熊本放送            | 031             | ●        | ●        |      |
| 4                    | 熊本県民テレビ      | 041             | ●        | ●        |      |
| 5                    | 熊本朝日放送        | 051             | ●        | ●        |      |
| 8                    | テレビ熊本          | 081             | ●        | ●        |      |
| 10                   | J:COMチャンネル熊本 | 101 102         | ●        | ●        |      |
| 11                   | J:COMテレビ         | 111 112         | ●        | ×        |      |

#### ラジオ
- 2016年（平成28年）3月31日時点。

| MHz  | 放送局             | 備考 |
| ---- | ------------------ | ---- |
| 79.5 | エフエム熊本       |      |
| 81.0 | 熊本シティエフエム |      |
| 84.6 | NHK熊本-FM         |      |
| 87.5 | 放送大学           |      |